# Walkiria Terradura
Walkiria Terradura Vagnarelli, nom de guerre Walkiria, née le 9 janvier 1924 à Gubbio en Ombrie et morte à Rome le 5 juillet 2023,, est une résistante antifasciste italienne qui a reçu la médaille d'argent de la valeur militaire pour son action dans la résistance italienne, durant la Seconde Guerre mondiale.

## Biographie
Walkiria Terradura naît le 9 janvier 1924 à Gubbio dans le royaume d'Italie. Elle est l'une des cinq enfants de l'avocat Gustavo Terradura, un fervent antifasciste, et de sa femme, Laura Terradura. Elle est témoin du harcèlement et de l'emprisonnement de son père à plusieurs reprises pendant sa jeunesse. Son attitude méprisante à l'égard du régime fasciste lui vaut, à l'école, des admonestations répétées mais aussi des interrogatoires au siège de la police.
Après l'école, Walkiria Terradura étudie le droit à l'université de Pérouse. En janvier 1944, lorsque des agents de l'OVRA font une descente chez elle pour arrêter son père, elle le cache et ils fuient ensuite vers les montagnes de Burano pour rejoindre les formations partisanes de cette région.
Ils rejoignent les brigades d'assaut « Garibaldi » qui opèrent dans la province de Pesaro et d'Urbino, plus précisément le cinquième bataillon, sous le commandement de Samuele Panichi. Sa sœur Lionella rejoint également le même groupe. Seule femme d'une équipe de six personnes qui prend le nom de Settebello, Walkiria Terradura est élue chef d'équipe. Elle se spécialise dans les mines et les explosifs, entreprenant des opérations de destruction de ponts, pour entraver les mouvements des armées nazies allemandes et fascistes italiennes. Il y a eu huit mandats d'arrêt différents contre elle, mais elle n'a jamais été capturée.

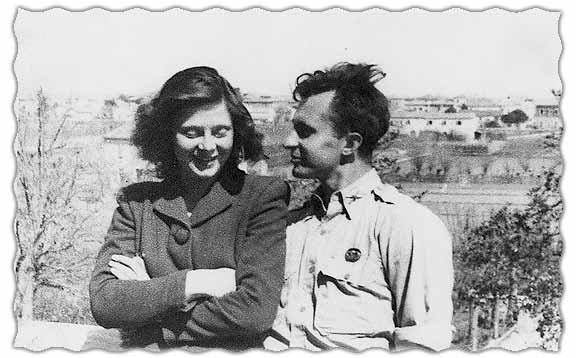
Walkiria Terradura et Alfonso Thiele (janvier 1945).

Durant la guerre, Walkiria Terradura rencontre un capitaine du Bureau des services stratégiques, Alfonso Thiele, qu'elle épouse et avec qui elle vit brièvement aux États-Unis après la guerre, avant de retourner en Italie. 
Elle reste active en politique et dans l'organisation des anciens combattants, l'Association nationale des partisans italiens.

## Décoration
Médaille d'argent de la valeur militaire : Par décret présidentiel, du 26 juin 1970, Walkiria Terradura fait l'objet d'une citation pour ses actes de bravoure militaire :

« Terradura Vagnarelli Walkiria di Gustavo - 9 janvier 1924, à Gubbio (Pérouse). - Femme dotée d'une âme généreuse, elle entre, malgré son jeune âge, dans les formations partisanes de sa région en y apportant enthousiasme et foi. Au cours de longs mois de lutte, elle a participé à de nombreuses actions contre son adversaire talentueux, mettant en évidence des qualités peu communes de courage et d'initiative. Après avoir réussi avec l'équipe qu'elle commandait à faire sauter un pont routier, remarquant l'arrivée d'un département ennemi, insouciante de la disproportion des forces, elle a attaqué à la grenade à main, par surprise, avec un seul ailier, l'adversaire, infligeant de lourdes pertes, le mettant en fuite et récupérant également les véhicules et les armes abandonnés. Un exemple valable de détermination, de courage et d'esprit patriotique. »

### Citations étrangères
1. ↑  « Il mio nome è Walkiria: le Walkirie erano le figlie del dio della guerra...Una donna guerriera poteva essere solo una Walkiria »
2. ↑  « Terradura Vagnarelli Walkiria di Gustavo - 9 gennaio 1924, a Gubbio (Perugia). – Donna dotata di generoso animo, entrava, malgrado la giovane età, nelle formazioni partigiane della sua zona portandovi entusiasmo e fede. In lunghi mesi di lotta partecipava a numerose azioni contro il dotato avversario, mettendo in luce non comuni doti di coraggio e di iniziativa. Dopo essere riuscita con la squadra da lei comandata a fare saltare un ponte stradale, accortasi del sopraggiungere di un reparto avversario, incurante della sproporzione delle forze, attaccava con bombe a mano, di sorpresa, con un solo gregario, l’avversario, infliggendogli dure perdite, ponendolo in fuga e recuperando altresì gli automezzi e le armi abbandonate. Valido esempio di determinazione, coraggio e alto spirito patriottico. »